# 56-я отдельная мотопехотная бригада (Украина)
56-я отдельная мотопехотная Мариупольская бригада (укр. 56-та окрема мотопіхотна Маріупольська бригада, сокр. 56 ОМПБр, в/ч А0989, пп В2095) — тактическое соединение Сухопутных войск Украины.

## История
Была создана 23 февраля 2015 года в соответствии с общей директивой Министерства обороны Украины и Генерального штаба Вооруженных Сил от 8 декабря 2014 года.
В апреле — мае 2015 года в состав бригады были введены 21, 23 и 37 отдельные мотопехотные батальоны.

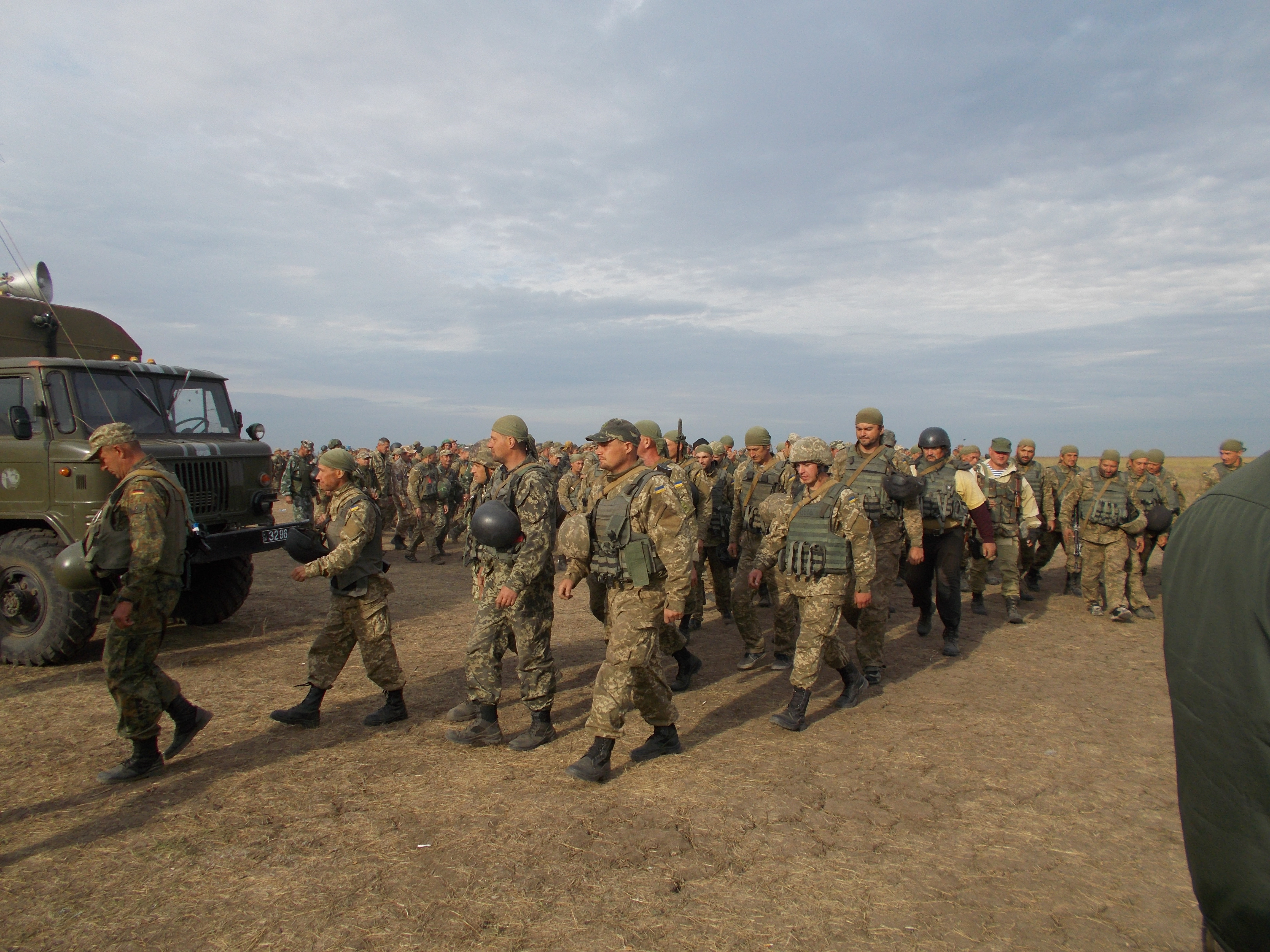
Батальонные учения бригады в июлье 2015 года

Согласно приказу Первого заместителя начальника Генерального штаба от 12 мая 2015 года, управление 56-й мотобригады, подразделения боевого и тылового обеспечения было передано 14 мая 2015 в распоряжение руководителя сектора «М» для привлечения и непосредственного участия в антитеррористической операции на территории Донецкой и Луганской области.
В ноябре 2016 года бригада получила пункт постоянной дислокации в Мариуполе.

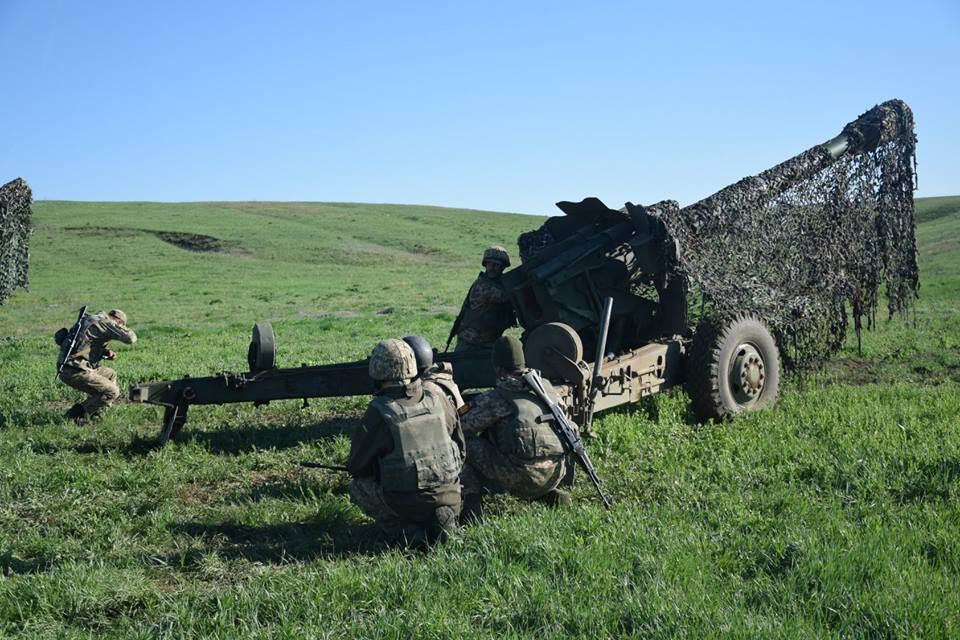
Бригада на учениях 2018 года

27 февраля 2021 года представители духовенства освятили часовню в честь Покрова Пресвятой Богородицы для нужд военнослужащих 56-й отдельной мотопехотной бригады.
За время Войны на востоке Украины, по состоянию на май 2021 года, по данным Книги памяти, бригада потеряла 19 военнослужащих погибшими.
Во время российского военного вторжения на Украину (2022) некоторые подразделения бригады принимали участие в боях за Мариуполь.

## Структура
- Управление
- 21 отдельный мотопехотный батальон сокр. 21 ОМПБ (город Скадовск)
- 23 отдельный мотопехотный батальон сокр. 23 ОМПБ (город Мариуполь)[7]
- 37 отдельный мотопехотный батальон сокр. 37 ОМПБ (город Приморск)[8]
- Отдельный артиллерийский дивизион сокр. АртДив 56 ОМПБр
- Батальон специального назначения "Шквал"[9]
- Танковый батальон (город Мариуполь)
  - другие мелкие подразделения, в том числе подразделения обеспечения

## Символика

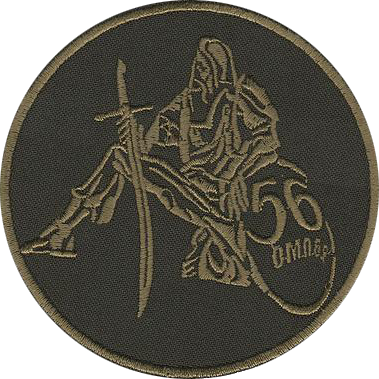
Эмблема 2015 года

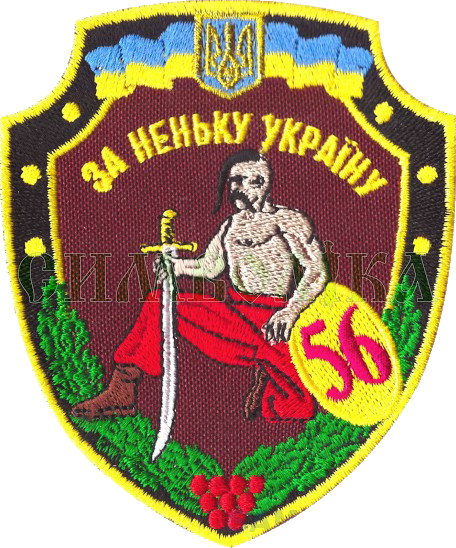
Эмблема в 2016—2018 годах

В конце 2018 для бригады была разработана новая символика. Исторической основой для неё стали исторические сообщения о зимовнике Домаха времен Запорожской Сечи, который выполнял задачи передовой заставы на пути Потайного водного пути запорожских казаков из Днепра в Чёрное море. В основе нарукавного знака — британский геральдический щит, основной для всех военных формирований ВСУ, с пропорциями 7:8. На желтом фоне расположена звезда «Алатырь» синего цвета, что символизирует развитие и стремление к лучшему будущему путём побед. Очерк такой звезды является устоявшимся элементом традиционной украинской вышивки. В основе щита изображены три волны синего цвета, расчески которых обращены вправо, символизирующие Азовское море. На звезду наложены скрещенные стилизованные казацкие копья белого цвета.

## Командование
- полковник Мельник, Андрей Викторович[укр.] (2015)[11];
- полковник Перец, Сергей Степанович (2016—2017)[12];
- полковник Иванов, Игорь Вячеславович[укр.] (с 2018—н. в.)[13].

## В культуре
В 2017 году вышла книга «Кофе со вкусом пепла» Алексея Петрова, бывшего бойца 37-го батальона. В ней автор описал происходящее в зоне боевых действий в 2015 году и о буднях бойцов на войне.

## Галерея

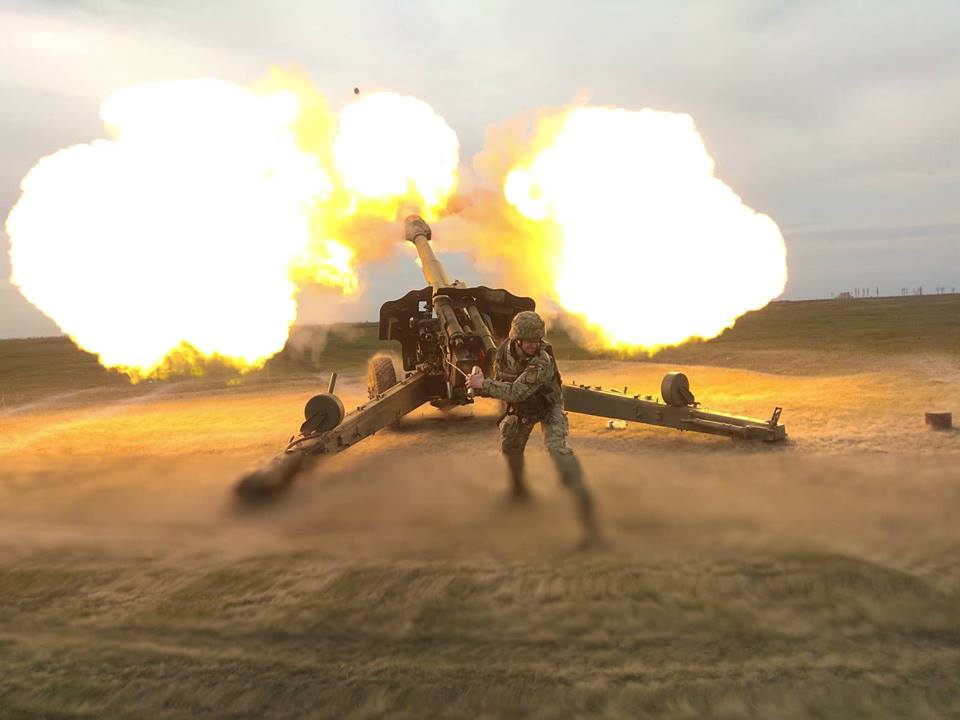

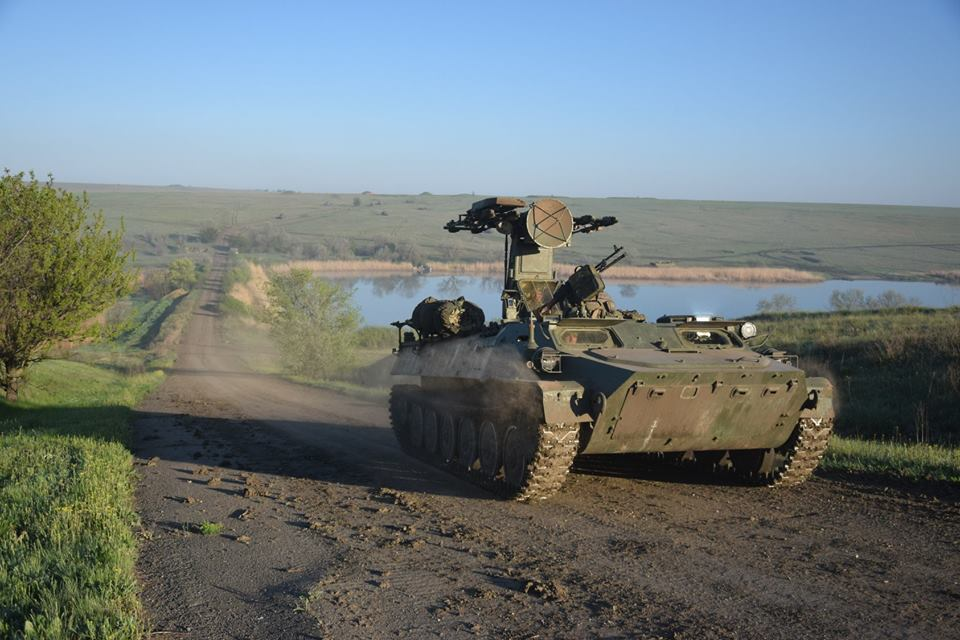

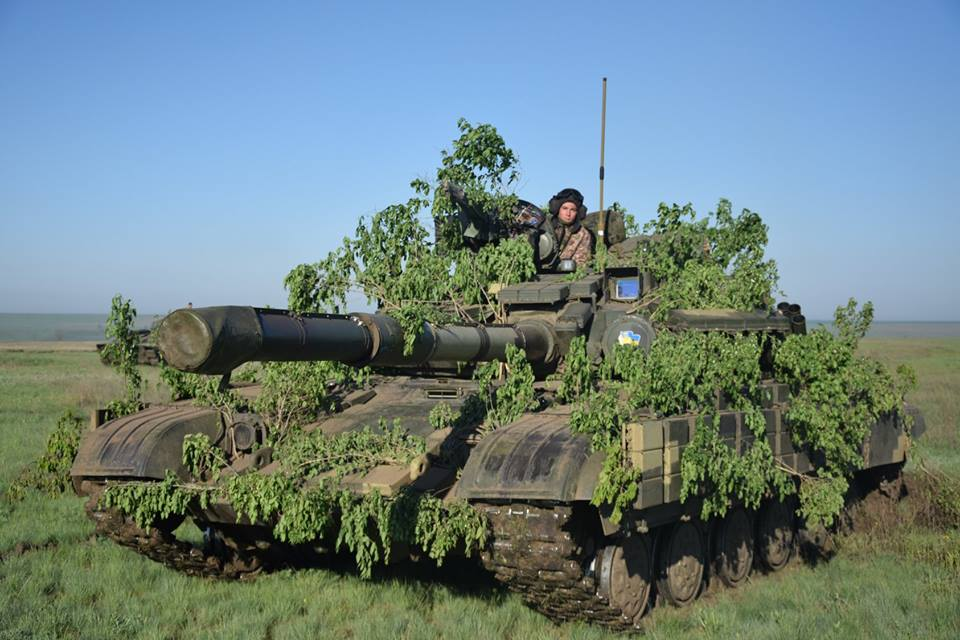

- На Викискладе есть медиафайлы по теме 56-я отдельная мотопехотная бригада (Украина)